# Paris-Roubaix 1994
Paris-Roubaix 1994 a fost a 92-a ediție a Paris-Roubaix, o cursă clasică de ciclism de o zi din Franța. Evenimentul a avut loc pe 10 aprilie 1994 și s-a desfășurat pe o distanță de 270 de kilometri până la velodromul din Roubaix. Câștigătorul a fost Andrei Cimili din Republica Moldova de la echipa Lotto.

## Rezultate
| Loc | Concurent                     | Echipă                         | Timp       |
| --- | ----------------------------- | ------------------------------ | ---------- |
| 1   | Andrei Cimili (MDA)           | Lotto                          | 7h 28" 02' |
| 2   | Fabio Baldato (ITA)           | GB–MG Maglificio               | + 1' 13"   |
| 3   | Franco Ballerini (ITA)        | Mapei                          | + 1' 13"   |
| 4   | Olaf Ludwig (GER)             | Team Telekom                   | + 1' 26"   |
| 5   | Sean Yates (GBR)              | Motorola Cycling Team          | + 1' 26"   |
| 6   | Johan Capiot (BEL)            | TVM–Bison Kit                  | + 1' 26"   |
| 7   | Gilbert Duclos-Lassalle (FRA) | GAN                            | + 1' 26"   |
| 8   | Ludwig Willems (BEL)          | GB–MG Maglificio               | + 1' 31"   |
| 9   | Frankie Andreu (USA)          | Motorola Cycling Team          | + 4' 14"   |
| 10  | Nico Verhoeven (NED)          | Novemail-Histor-Laser Computer | + 4' 14"   |